# Diecezja Baruipur
Diecezja Baruipur (łac. Diœcesis Baruipurensis – diecezja rzymskokatolicka w Indiach. Została utworzona w 1977 z terenu archidiecezji kalkuckiej.

## Główne świątynie
- Katedra: Katedra Niepokalanego Serca Maryi i św. Teresy z Kalkuty w Baruipur

## Biskupi diecezjalni
- Linus Nirmal Gomes (1977–1995)
- Salvadore Lobo (1997–2020)
- Shyamal Bose (od 2020)